# Sosnovîi Bor
Sosnovîi Bor (ru. Сосновый Бор) este un oraș din regiunea Leningrad, Federația Rusă, cu o populație de 66.132 locuitori.